# 007: Nightfire
007: Nightfire est un jeu vidéo de tir à la première personne fondé sur l'univers de James Bond. Édité par Electronic Arts, le titre est disponible depuis novembre 2002 sur PC, PlayStation 2, GameCube et Xbox et depuis mars 2003 sur Game Boy Advance.
L'icône de cette version est Pierce Brosnan. On y retrouve des éléments incontournables de celle-ci tels que la montre laser, le PP7 (Walther PPK) silencieux, mais aussi les James Bond girls.

## Trame

### Synopsis
James Bond doit arrêter Raphael Drake, qui, pour l'écologie, projette d'utiliser des missiles nucléaires de la plate-forme de défense spatiale américaine afin de détruire les industries qui ravagent l'environnement.

### Personnages
Au début du jeu, James Bond sauve Dominique dans la mission Nouvel an à Paris. Il la retrouve dans la mission Un accueil glacial où elle aide Bond à récupérer la puce de guidage des missiles, en charmant Raphaël Drake, nous la retrouvons une dernière fois, au début de la mission Piège de métal où Bond assiste impuissant à sa mort, car Drake à découvert sa trahison.
Zoé Nightshade est une agent de la Cia, ainsi qu'une excellente pilote, nous la découvrons dans la mission Un accueil glacial, et à la fin de la mission, Bond et Nightshade s'enfuient du château de Drake en téléphérique, puis dans la mission "La neige et le feu" où ils s'échappent en motoneige et ainsi que dans la mission Décollage immédiat (on la retrouve dans l'autre jeu 007 : Espion pour cible).
Agent des services secrets australiens, Alura McCall est prêtée au MI6, et en poste à Tokyo, nous la voyons apparemment pour la première fois dans la mission "Piège de métal" où elle sauve in extremis Bond, dans l'immeuble de Drake, elle apparaît dans toutes les missions suivantes jusqu'à dans la dernière, où nous la voyons en compagnie de Bond, et c'est la fin du jeu.
Raphaël Drake est un homme d'affaires charismatique et diabolique. Il est l'antagoniste principal du jeu dont son projet est d'utiliser la station spatiale internationale pour envoyer des missiles pour détruire les industries qui ravage l'environnement, sans se douter que cela puisse engendrer de nombreuses victimes. C'est lui qui fera tuer Dominique Paradis, ainsi qu'à l'Alexander Mayhew, le dirigeant des biens de la Phoenix Corporation, dans la dernière mission Équinoxe, il sera finalement éliminé par Bond.
En tant que chef de la sécurité de Drake, Armitage Rook est un adversaire de taille; Bond, croyant s'en être débarrassé dans la mission Un accueil glacial (son hélicoptère a été abattu par ce dernier). Il le retrouve dans la mission Compte à rebours, borgne (il fait référence à Ernst Stavro Blofeld) où il le neutralise définitivement.
Alexander Mayhew s'occupe de la Phoenix Corporation au Japon, se voyant menacé par Drake, il accepte de trahir Drake, pour révéler des informations sur le projet Nightfire, quand les yakuzas de Drake prennent sa maison d'assaut, il demande la protection du meilleur agent du MI6 : James Bond; ce dernier le protégera, mais, il ne pourra pas éviter qu'un ninja le tue. Bond ne parviendra pas à sauver Mayhew, mais tuera le ninja.
Kiko Hayashi est la garde du corps d'Alexander Mayhew, apparaissant en premier, à un moment dans la mission Un accueil glacial, on la découvre dans la mission Protection rapprochée et Visite Nocturne comme un personnage gentil, elle neutralise Bond à la fin de Réactions en chaînes et réapparaît dans Compte à rebours où elle tente de le tuer en le faisant tomber près des fusées qui s'apprête à décoller, Bond parvient à se protéger dans une pièce et au moment où elle va pour monter dans la fusée, Bond lui inflige le même sort qu'elle voulait lui faire, en la faisant tomber près de la fusée qui décolle et meurt cette fois ci.

## Système de jeu

### Missions
Tout au long du jeu, James Bond dispose d'armes et de gadgets qui lui permettent d'accomplir ses objectifs. De plus, le jeu comporte une douzaine de missions :
- Nouvel an à Paris (didacticiel) : protéger Dominique et neutraliser le camion qui transporte la bombe.
- Un accueil glacial : infiltrer le château de Drake pour récupérer la puce de guidage des missiles.
- La neige et le feu : fuir le château et échapper aux gardes de Drake.
- Décollage immédiat : rejoindre le point d'extraction grâce à l'Aston Martin V12 Vanquish.
- Protection rapprochée : protéger Mayew et apprendre les informations qu'il détient sur le projet Nightfire.
- Visite nocturne : infiltrer l'immeuble et obtenir les informations des fichiers cryptés qui s'y trouvent. S'enfuir ensuite par le toit.
- Réactions en chaîne : infiltrer la base de Drake sur l'île d'Honshu et découvrir ce qui s'y passe.
- Piège de métal : s'échapper de l'immeuble où Drake vous retient prisonnier.
- En eaux troubles : infiltrer la base sous-marine de Drake.
- Une île peu pacifique : détruire le système de défense aérienne de l'île.
- Compte à rebours : empêcher que les partisans de Drake le rejoignent dans l'espace.
- Équinoxe : empêcher que Drake lance ses missiles et l'éliminer

### Niveaux de difficulté
Trois niveaux de difficultés sont proposés:
- Espion : le plus simple (ennemis plus faibles, objectifs plus faciles à accomplir)
- Agent : difficulté moyenne
- Agent 00 : le plus difficile (les missions se corsent, les ennemis sont plus forts, les objectifs sont plus difficiles à accomplir et deviennent digne d'un véritable agent 00)

### Véhicules
Dans certaines missions, le joueur est amené à piloter un véhicule. L'Aston Martin V12 Vanquish est équipée d'un moteur V12 de 6.0 litres développant 466 ch. Elle peut passer de 0 à 100 km/h en moins de 5 secondes et atteindre 306 km/h. Le MI6 l'a modifié afin de répondre aux besoins de ses agents en opération. Elle est ainsi dotée d'un imposant système d'armement, qui comprend des mitrailleuses à l'avant, ainsi que des missiles guidés par infra-rouge dissimulés sous le capot. Côté gadgets, elle peut émettre un écran de fumée par l'arrière, très utile en cas de poursuite. On trouve aussi un turbo offrant une importante accélération, un émetteur d'impulsion électromagnétique (IEM), et enfin un mode 2 roues, qui est un système de levage hydraulique permettant de soulever la voiture sur deux roues seulement. Par ailleurs, cette voiture peut être utilisée comme véhicule amphibie. Le système d'armement se résume alors à un lance-torpilles, autorisant le tir de torpilles à guidage automatique ou manuel, selon le choix du pilote. Le véhicule peut également embarquer des mines magnétiques, idéales pour détruire des structures sous-marines.
Dans la mission La neige et le feu, James Bond monte à bord d'une motoneige pour échapper aux forces de Drake. Il s'agit d'une phase de rail shooting, c'est-à-dire que le joueur ne contrôle pas la direction du véhicule, mais est néanmoins aux commandes des armes. La motoneige est équipée de mitrailleuse et de roquettes. Au début de la mission Une île peu pacifique, le joueur est aux commandes d'une jeep. Ce véhicule embarque non seulement un ensemble d'armes comprenant une mitrailleuse et des roquettes, mais aussi un système de téléchargement de données, qui permet d'ouvrir les portails de sécurité installés sur l'île. Plus couramment appelé ULM, l'Ultra-léger motorisé est un aéronef présent dans la mission Une île peu pacifique. Il s'agit là encore d'une phase de rail shooting, où le joueur doit détruire les forces ennemies, constituées pour la plupart de véhicules, à l'aide de mitrailleuses et d'un lance-missiles.

### Multijoueur
Le multijoueur de 007: Nightfire propose de nombreux personnages directement issus de la licence James Bond. Certains nécessitent préalablement d'être débloqués en obtenant des médailles dans le mode solo.
Sur consoles, quatre joueurs humains peuvent s'affronter sur différentes cartes en suivant différents scénarios, en ajoutant éventuellement jusqu'à quatre IA bots (joueurs artificiels). Le joueur peut jouer seul à condition de mettre des bots. À noter que la version Xbox permet un maximum de 6 bots tandis que la version Playstation 2 n'en permet que 4 au maximum.
Sur PC, 007: Nightfire permet de jouer en multijoueur sur le réseau global (Internet) ou sur un réseau local (LAN). Les modes multijoueur des versions Mac et PC ne sont pas compatibles.

## Accueil

### Critiques
| Médias              | PC     | PS2     | Xbox    | GC      | GBA    |
| 1UP.com             | -      | A       | A-      | A       | B-     |
| Gamekult            | 5/10   | 5/10    | 6/10    | 6/10    | -      |
| GameSpot            | 6/10   | 7,9/10, | 7,9/10, | 7,9/10, | -      |
| IGN                 | 7/10   | 8,1/10  | 8,2/10  | 8,5/10  | 6,5/10 |
| Jeux vidéo Magazine | -      | 15/20   | -       | -       | 9/20   |
| Jeuxvideo.com       | 11/20  | 13/20,  | 13/20,  | 13/20,  | 13/20  |
| Agrégateurs         | PC     | PS2     | Xbox    | GC      | GBA    |
| Metacritic          | 59 %   | 77 %    | 78 %    | 80 %    | 66 %   |
| GameRankings        | 64,5 % | 81 %    | 80,5 %  | 81,1 %  | 71 %   |

Les critiques à l'égard de 007: Nightfire furent plutôt bonnes dans l'ensemble même si certaines versions du jeu, PC et Game Boy Advance notamment, furent relativement mal accueillies. Si certains sites relatent un savant mélange entre phases d'action et phases d'infiltration, agrémenté par un imposant arsenal qui permet une multitude d'approches au cours d'une mission, la plupart reprochent au jeu son insignifiante durée de vie, qui n'est que faiblement renforcée lorsque le joueur choisit d'augmenter la difficulté, ou de décrocher toutes les médailles de platine. Il ne faut effectivement pas plus de quelques heures pour accomplir les 12 missions que compte le jeu, d'autant que certaines missions se composent uniquement de séquences de conduite, dont la durée n'excède parfois pas 5 minutes.
En outre, plusieurs sites reprochent au jeu sa trop grande similitude à James Bond 007 : Espion pour cible, sorti un an auparavant. Jeuxvideo.com considère même qu'Electronic Arts « s'est contenté d'appliquer la recette de 007 : Espion pour Cible, avec moins de réussite que l'an passé ».
L'intelligence artificielle est également citée parmi les points noirs du titre. En effet, bien qu'en difficulté Agent 00 les ennemis se révèlent plus résistants et plus précis, leur comportement accuse de graves lacunes, puisque les ennemis se contentent généralement de tirer à vue sur le joueur, mais ne prennent globalement jamais d'initiative et se mettent rarement à l'abri.
Le multijoueur est généralement bien accueilli par la critique, d'une part en raison du nombre très important de personnages jouables issus de la licence James Bond, mais aussi parce que la quantité de cartes et de modes de jeu implantés reste tout à fait convenable, même si elle reste en deçà de ce que l'on retrouve dans d'autres jeux de tir à la première de l'époque, notamment Time Splitters 2, ou Red Faction II.
Enfin, au niveau de la réalisation graphique, la presse confirme des disparités suivant les supports. Très convenable sur consoles, et en particulier sur GameCube où le framerate reste en permanence élevée, l'optimisation se révèle plus décevante sur PC.
La qualité générale des textures varie également suivant les supports, les différences étant flagrantes si l'on compare la version PC développée par Gearbox Software et celle sur console, portée par Eurocom. Certains sites comme GameSpot vantent le détail des personnages, et notamment l'animation et le caractère très expressif des visages sur les consoles de salon, tandis que le jeu sur PC, selon IGN, accuse un environnement particulièrement vide et sans possibilité d'interaction.
La version Gameboy Advance a également fait l'objet de vives critiques: si la réalisation graphique se veut particulièrement ambitieuse, elle le doit au prix d'une fluidité assez médiocre. Par ailleurs, la maniabilité du titre révèle certaines faiblesses, notamment un manque de dynamisme dans les déplacements du héros. Pour finir, la durée de vie s'avère modeste, le jeu ne comptant que 9 missions réparties en 3 niveaux.

### Récompenses
La qualité du multijoueur de 007: Nightfire, lui permit d'être nommé au « Prix du meilleur jeu de tir » sur GameCube de l'année 2002 par le site web GameSpot.